# Kolokondé
Kolokondé ist ein Arrondissement im Département Donga im westafrikanischen Staat Benin. Es ist eine Verwaltungseinheit, die der Gerichtsbarkeit der Kommune Djougou untersteht.

## Demografie und Verwaltung
Gemäß der Volkszählung 2013 des beninischen Statistikamtes INSAE hatte das Arrondissement 28.591 Einwohner, davon waren 14.176 männlich und 14.415 weiblich.
Von den 122 Dörfern und Quartieren der Kommune Djougou entfallen elf auf Kolokondé:
1. Agorogossi
2. Bari
3. Boungourou
4. Foumbéa
5. Gangamou
6. Kolokondé-Saoupèhoun
7. Kolocondé Zongo
8. Kpébouco
9. Tébou
10. Tèwaou
11. Yorossonga